# Мексиканська федерація футболу
Мексиканська федерація футболу (Femexfut або МФФ, ісп. Federación Mexicana de Fútbol Asociación, A.C.) — керівний орган футбольних асоциацій у Мексиці. Здійснює управління Національною збірною Мексики з футболу, мексиканською Примерою (Liga MX; найвищий дивізіон клубних змагань з футболу у Мексиці),  усіма афілійованими аматорськими секторами, а також відповідає за сприяння, організацію, керівництво, поширення і підвищенню конкурентності футболу в Мексиці.
Мексиканська федерація футболу є членом КОНКАКАФ та ФІФА, тому  дотримується статуту, цілі та ідеалів світового футболу керівного органу.
Мексиканська федерація футболу була заснована 23 серпня 1927 року. Першим Президентом став Умберто Рамос Гарза. У 1929 році федерація приєдналась до ФІФА, а у 1961 році — до КОНКАКАФ.

## Структура

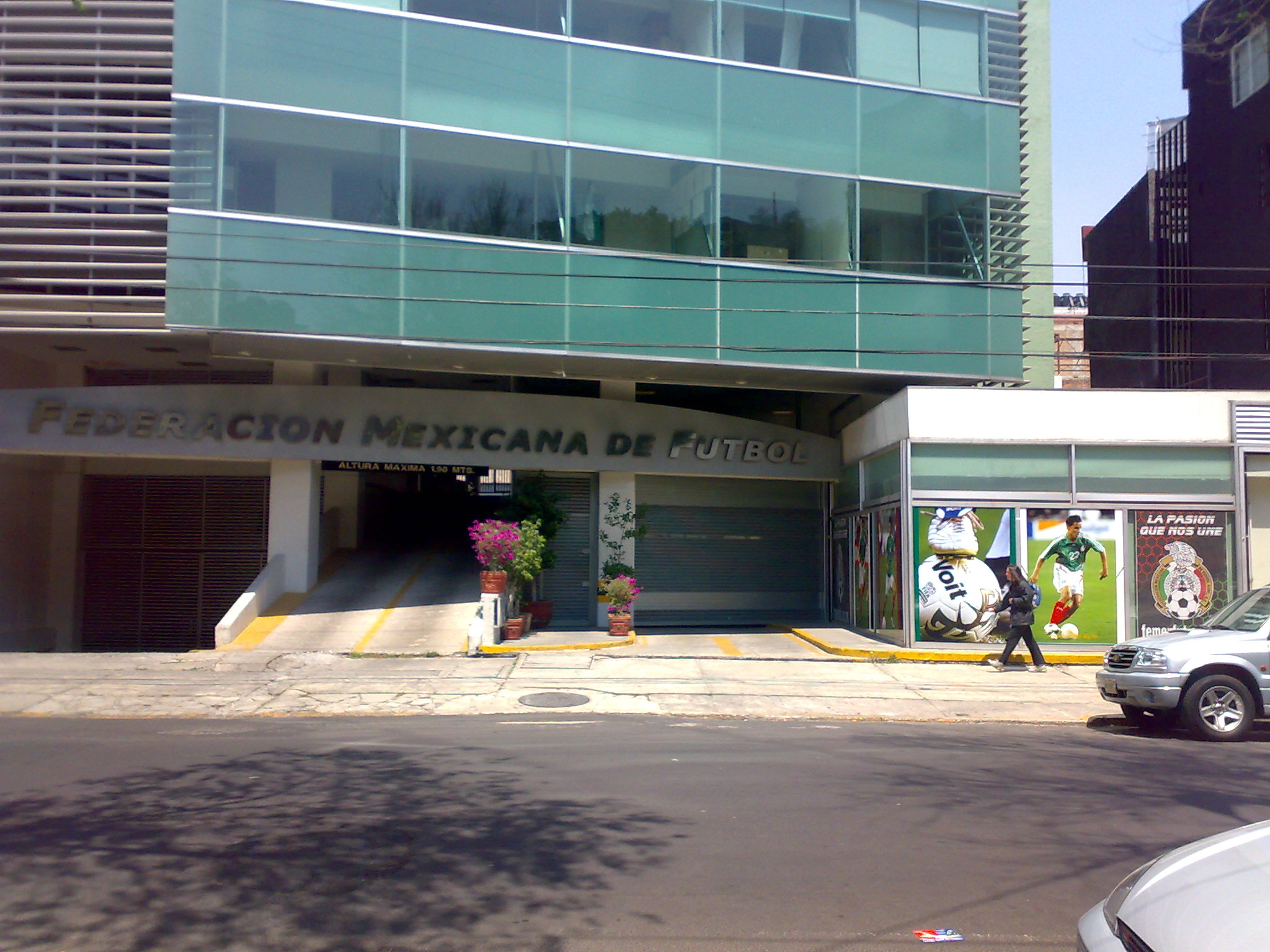
Колишня штаб-квартира в Мехіко

Керівним органом Мексиканської федерації футболу є Генеральна Асамблея, яка утворюється: представниками Ліги MX на 55 %; представниками ліги Ассенсо МХ — на 5 %; Ліги Прімер — на 18 %; Дивізиону Терсера — на 13 %, аматорського сектору — на 9 %. Його виконавчим і розпорядчим органом є Національна рада, в склад якого входять п'ять членів, по одному від кожного з підрозділів сказано, і обираються кожні чотири роки.

## Змагання
Ліга складається з чотирьох професійних дивізіонів: Ліга МХ, Ассенсо МХ, Ліга Прімер, і Дивізион Терсера. В Ліга МХ Femenil — верхній рівень жіночого футболу в Мексиці.

## Скандали
Питання мульти-командної власності викликало багато суперечок серед власників професійних футбольних клубів і Федерацією. З 34 клубів перших двох дивізіонів Мексики, майже половину команд контролюють п'ять груп власників: Групо Пачука (Леон, Пачука, та міноритарні влсники, Тласкала), Групо Салінаса (Атлас, Монаркас Морелія), Групо Калиенте (Тіхуана, Дорадос де Сіналоа, Кафаталерос де Тапачула) і Орлегі Депортес (Сантос Лагуна, Тампіко Мадеро) володіють величезним впливом.
У травні 2013 року, власники 18 клубів Ліги МХ проголосували за пропозицію заборонити одній людині чи компанії володіти більш ніж однією команди. Пропозицію було введено після того, як Карлос Слім, чия телекомунікаційна компанія Америка Мовил володіє 30 % акцій компанії Grupo Пачука, , за чутками, захотіла придбати клуб Гвадалахара (в кінцевому підсумку він відмовився від цього рішення). Постанова не зобов'язує власників клубів продати один зі своїх поточних клубів Ліги MX, але запобігає від придбання нових придбань.
Це питання було ще раз піднято в листопаді 2013 року, коли ТБ Ацтека, власник якої Монаркас Морелія, виплатив 124 акціонерам клубу Atlas 50 мільйонів доларів США за придбання клубу, який протягом багатьох років мав фінансові проблеми.

## 2026: Проведення чемпіонату світу з футболу
У вересні 2012 року колишній Президент Мексиканської федерації футболу Хустино Compeán підтвердив плани подати заявку від Мексикі на проведення чемпіонату світу з футболу. 4 березня 2016 року, Президент Мексиканської федерації футболу Decio де Марія оголосив про відновлення зацікавленості Мексики після обрання нового президент ФІФА Джанні Інфантіно.У квітні 2017 Мексиканськаї федерація футболу разом з Канадською Футбольною Асоціацію та Федерації футболу США оголосила про подання спільної заявки на проведення чемпіонату світу. Ця заявка отримала схвалення 13 червня 2018 року (134 голоси), випередивши заявку Марокко (65 голосів). Заплановано, що у Мексиці пройде 10 матчів з Канадою у 3 містах, у той час як Сполучені Штати будуть проводити 60 матчів, в 10 містах, включаючи фінал. Список міст буде визначений червня 2020 року.